# Szebeka

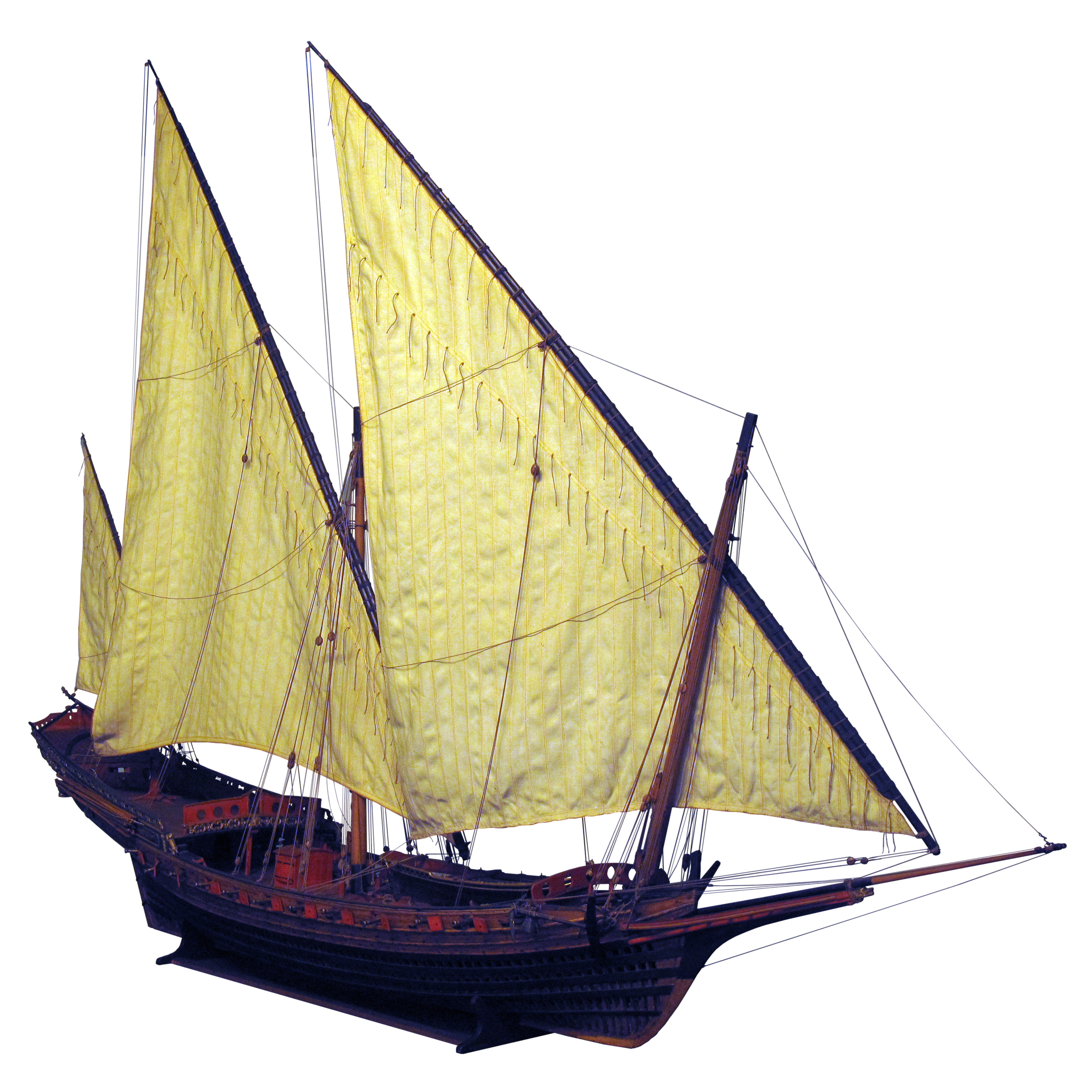
24-działowa francuska szebeka z połowy XVIII wieku (model muzealny)

Szebeka – statek żaglowo-wiosłowy o 2-3 masztach z ożaglowaniem łacińskim, popularny w basenie Morza Śródziemnego od XVII do XIX wieku.
Wczesne szebeki, pochodne od wiosłowej galery, posiadały 30-40 par wioseł, później ich liczbę zmniejszono do 9-10. Duża zwrotność, szybkość i stosunkowo silne uzbrojenie (24-28 dział), a także możliwość uniezależnienia od wiatru, wpłynęły na znaczne rozpowszechnienie tego typu żaglowca wśród śródziemnomorskich piratów i korsarzy. Ze względu na niewielką ładowność szebeki miały ograniczony promień działania, operując zwykle w niewielkiej odległości od lądu. Wykorzystywano je w celach zarówno wojennych, jak handlowych.